# Тайвань на летних Олимпийских играх 2004
Китайская Республика участвовала в летних Олимпийских играх 2004 под названием «Китайский Тайбэй», и завоевала пять медалей.

## Медалисты
| Медаль  | Спортсмен                          | Вид спорта       | Дисциплина                |
| ------- | ---------------------------------- | ---------------- | ------------------------- |
| Золото  | Чжу Муянь                          | Тхэквондо        | Мужчины, 58 кг            |
| Золото  | Чэнь Шисинь                        | Тхэквондо        | Женщины, 49 кг            |
| Серебро | Хуан Чжисюн                        | Тхэквондо        | Мужчины, 68 кг            |
| Серебро | Чэнь Шиюань Лю Минхуан Ван Чжэнбан | Стрельба из лука | Мужчины, командный разряд |
| Бронза  | Чэнь Лижу У Хуэйжу Юань Шуци       | Стрельба из лука | Женщины, командный разряд |

## Результаты соревнований

### Академическая гребля
В следующий раунд из каждого заезда проходили несколько лучших экипажей (в зависимости от дисциплины). В финал A выходили 6 сильнейших экипажей, остальные разыгрывали места в утешительных финалах B-E.
Мужчины
| Соревнование | Спортсмены  | Предварительный заезд | Предварительный заезд | Предварительный заезд | Отборочный заезд | Отборочный заезд | Отборочный заезд | Полуфинал     | Полуфинал     | Полуфинал     | Финал   | Финал   | Итоговое место |
| Соревнование | Спортсмены  | Заезд                 | Время                 | Место                 | Заезд            | Время            | Место            | Заезд         | Время         | Место         | Время   | Место   | Итоговое место |
| ------------ | ----------- | --------------------- | --------------------- | --------------------- | ---------------- | ---------------- | ---------------- | ------------- | ------------- | ------------- | ------- | ------- | -------------- |
| одиночки     | Ван Минхуэй | 1                     | 7:29,99               | 4                     | 4                | 7:09,99          | 3                | Полуфинал D/E | Полуфинал D/E | Полуфинал D/E | Финал E | Финал E | 25             |
| одиночки     | Ван Минхуэй | 1                     | 7:29,99               | 4                     | 4                | 7:09,99          | 3                | 1             | 7:14,79       | 4             | 7:07,84 | 1       | 25             |

### Плавание
В следующий раунд на каждой дистанции проходили лучшие спортсмены по времени, независимо от места занятого в своём заплыве.
Мужчины
| Спортсмен   | Соревнование        | Предварительные заплывы | Предварительные заплывы | Полуфиналы | Полуфиналы | Финал     | Финал     |
| Спортсмен   | Соревнование        | Результат               | Место                   | Результат  | Место      | Результат | Место     |
| ----------- | ------------------- | ----------------------- | ----------------------- | ---------- | ---------- | --------- | --------- |
| Чжэнь Дэдун | 400 м вольный стиль | 4:03,71                 | 40                      |            |            | Не прошёл | Не прошёл |
| Линь Юйань  | 400 м комплекс      | 4:41,86                 | 35                      |            |            | Не прошёл | Не прошёл |

Женщины
| Спортсменка  | Соревнование   | Предварительные заплывы | Предварительные заплывы | Полуфиналы | Полуфиналы | Финал     | Финал     |
| Спортсменка  | Соревнование   | Результат               | Место                   | Результат  | Место      | Результат | Место     |
| ------------ | -------------- | ----------------------- | ----------------------- | ---------- | ---------- | --------- | --------- |
| Линь Маньсюй | 400 м комплекс | 4:52,22                 | 20                      |            |            | Не прошла | Не прошла |